# Быкадоров, Исаак Фёдорович
Исаа́к Фёдорович Быкадо́ров (19 мая 1882, станица Нижне-Кундрюческая, Российская империя — 20 сентября 1957, Франция) — донской казак, участник Первой мировой и Гражданской войн, генерал-майор. В отставке военный историк, исследователь истории казачества и его взаимодействия с Русью с доордынских времён до новейшей истории.

## Биография
Родился 19 мая 1882 года в семье дворян Войска Донского в станице Нижне-Кундрюческой. Начальное образование получил в Ростовской классической гимназии (5 классов), затем поступил в Новочеркасское казачье училище, после окончания которого в 1903 году получил назначение в чине хорунжего в 30-й Донской казачий полк. В 1907 году он поступил в Императорскую Николаевскую академию Генерального штаба, но накануне выпуска, не сдав выпускных экзаменов, убыл в строй и не был причислен к Генеральному штабу.
К началу Первой мировой войны в чине есаула, был командиром сотни в 30-м Донском казачьем полку, оставался на этой должности до февраля 1916 года. Был награждён за храбрость золотым Георгиевским оружием (11.04.1915) и орденом Святого Георгия 4-й степени (19.05.1915). В ходе боёв был дважды ранен, потерял один глаз, но продолжал оставаться в строю. С 24 сентября 1916 года — и.д. командира 30-го Донского казачьего полка. С июня 1916 года — помощник командира полка, войсковой старшина. С февраля 1917 года в чине полковника, на должности командира полка.
В июне 1917 года был избран делегатом с фронта на Донской Войсковой Круг. Принимал непосредственное и активное участие в работе Войскового Круга вплоть до гибели атамана Всевеликого Войска Донского генерала Каледина А. М. Являлся одним из организаторов и активных участников Общедонского восстания в феврале-марте 1918 года. Командовал ополчениями станиц: Нижне-Калитвенской, Кундрючевской, Усть-Белокалитвинской и др. В мае 1918 года, командуя донскими частями Задонского района, овладел г. Батайском. 12 мая 1918 года назначен командующим группой войск в Ростовском округе. В Донской армии командовал дивизией, а затем — 8-м Донским корпусом. 7 мая 1918 года произведён в чин генерал-майора. 2 сентября 1919 года, являясь одним из товарищей председателя Войскового Круга, подписал акт о принятии отставки генерала от кавалерии атамана ВВД Краснова П. Н. и о временной передаче атаманской власти до выборов генерал-лейтенанту А. П. Богаевскому. В конце марта 1919 года части 8-го Донского корпуса разложились и деморализованные, в беспорядке отступили к станицам Раздорской, Заплавской, Аксаевской и даже появились в Новочеркасске, за что Войсковой Круг намеревался предать генерала Быкадорова суду, однако новый командующий Донской армией генерал-лейтенант Сидорин В. И. отказался дать на это своё согласие. Вместе с тем, вскоре он освободил генерала Быкадорова от занимаемой должности. 25 марта 1920 года эвакуировался из Новороссийска.
В эмиграции, после пребывания на греческом острове Лемнос, переехал на жительство в Королевство СХС, а затем во Францию. В 1920-х годах в Париже принимал участие в так называемом Вольно-Казачьем движении, но после 1927 отошёл от активной деятельности. В публицистике занимал позицию «самостийников» (сторонников широкой автономии ВВД в составе Российской империи). В 1930-х годах опубликовал в Париже две книги: «История казачества» (Т. I. Париж, 1930) и «Донское Войско в борьбе за выход к морю» (Париж, 1937), и историко-географический очерк «Казакия» в виде одноимённого цикла статей. Состоял постоянным сотрудником выходившего в Париже в 1930-е годы ежемесячника «Казачий голос», публиковался в «Альманахе донского казачества». Умер во Франции в сентябре 1957 года.

## Семья
Сын Владимир (род. 4 марта 1923, Белград) — деятель НТС. Его другой сын Георгий (род. 10 мая 1918, Ростов-на-Дону) был футболистом, играл за «Анже» и «Монпелье».

## Награды
- Орден Святого Георгия 4-й ст. (ВП 19.05.1915)
- золотое Георгиевское оружие «За храбрость» (ВП 11.04.1915)
- Орден Святой Анны 4-й ст. с надписью «за храбрость» (ВП 10.03.1905)
- Орден Святой Анны 3-й ст. (10.03.1915)
- Орден Святой Анны 2-й ст. с мечами (29.06.1916)
- Орден Святого Владимира 3-й ст. с мечами (18.04.1917)

## Память
- Именем Исаака Фёдоровича назван один из переулков в городе Ростове-на-Дону[1].